# Centrumvorming Nieuw Turnhout
Centrumvorming Nieuw Turnhout (CNT) was een Belgisch lokaal kartel in Turnhout.

## Geschiedenis
Het kartel ontstond in de aanloop naar de gemeenteraadsverkiezingen van 1976 uit een bundeling van de krachten van de PVV en de Volksunie, alsook partijloze middenstanders en beoefenaars van vrije beroepen. CNT overtuigde daarbij 16,43% van de kiezers, goed voor vijf zetels in de Turnhoutse gemeenteraad.